# Kentrocapros eco
Kentrocapros eco és una espècie de peix de la família dels aracànids i de l'ordre dels tetraodontiformes.

## Morfologia
- Els mascles poden assolir 10,4 cm de longitud total.[5][6]

## Hàbitat
És un peix marí i de clima temperat que viu entre 145 - 172 m de fondària.

## Distribució geogràfica
Es troba a Nova Zelanda.